# Petite rivière Opinaca
Petite rivière Opinaca är ett vattendrag i Kanada.   Det ligger i provinsen Québec, i den östra delen av landet, 800 km norr om huvudstaden Ottawa.
I omgivningarna runt Petite rivière Opinaca växer i huvudsak barrskog. Trakten runt Petite rivière Opinaca är nära nog obefolkad, med mindre än två invånare per kvadratkilometer.